# 米柳山 (庫斯科大區)
13°51′16″S 70°51′50″W / 13.85444°S 70.86389°W
米柳山（Millo），是秘魯的山峰，位於該國南部庫斯科大區的坎奇斯省和普諾大區的卡拉瓦亞省，屬於安第斯山脈中維爾卡潘帕山脈的一部分，海拔高度約5,500米。